# Johann Friedrich Droysen
Johann Friedrich Droysen, född 19 juli 1770 i Greifswald, död där 10 oktober 1814, var en pommersk fysiker, matematiker och astronom.
Johann Friedrich Droysen var son till assessorn vid Gesundheitscollegium i Greifswald, läkaren Julius Friedrich Droysen. Han erhöll först privatundervisning av en präst, varpå han 1788-1792 var student vid Greifswalds universitet. Därefter var han under ett år student vid universitetet i Jena och därefter informator för den senare kammarherren Felix von Behr, som han åtföljde under dennes resor i Europa. Sedan han 1799 blivit adjunkt vid filosofiska fakulteten såg han som sin uppgift att fungera som förmedlare mellan svensk och tysk vetenskaplig forskning. Droysen blev 1806 extra ordinarie och 1812 ordinarie professor i matematik och astronomi, men sina flesta vetenskapliga arbeten skrev han inom experimentalfysikens område. Han var en stark motståndare mot en nedläggning av universitetet i Greifswald, även om undervisningen under långa tider på grund av kriget inte kunde upprätthållas. År 1801 företog Droysen en resa genom Holland och Frankrike från vilken han lät publicera en reseskildring, där han visar en viss sympati för konsulatets Frankrike.